# Ed Danowski
Edward Frank Danowski (ur. 30 września 1911 w Jamesport, zm. 1 lutego 1997 w Nowym Jorku) – amerykański futbolista polskiego pochodzenia. Grał na pozycji quarterback w NFL dla New York Giants (1934-1941). Absolwent Fordham University. Dwukrotny mistrz ligi (1934, 1938). Wybrany do All-Star (1938) oraz trzykrotnie do All-Pro (1935, 1937, 1938).
Ojciec Anton był polskim emigrantem. Wychowywał się na farmie w Aquebogue jako jeden z 15 dzieci, jego rodzice uprawiali kalafior i ziemniaki. W szkole średniej Riverhead High School uprawiał futbol, koszykówkę i baseball. W 1934 poślubił Josepine Sobocinski. Podczas kariery zawodniczej skończył studia nauczycielskie na Columbia University. W 1942 wstąpił do marynarki wojennej, służył na Hawajach i Guam do 1945 roku. Po powrocie z wojny prowadził zajęcia z wychowania fizycznego oraz trenował futbol w Haverstraw, zarzucił je dość szybko, gdy jego macierzysta uczelnia Fordham postanowiła wznowić program futbolowy. W 1947 jego asystentem był Vince Lombardi, którzy przeniósł się w wyniku niechęci między nimi w następnym sezonie do West Point. W 1954 "Big Ed" złożył rezygnację. Po zakończeniu pracy na uczelni przeniósł się East Meadow junior high school, gdzie przez 23 lata był nauczycielem wychowania fizycznego i trenerem. Na emeryturze wraz z żoną Josephine przeniósł się Patchogue, gdzie na dwóch akrach ziemi zajął się uprawą.
Zmarł w lutym 1997 w wyniku powikłań choroby Alzheimera. Syn John Danowski jest głównym trenerem lacrosse'a na Duke University, wnuk Matt Danowski zawodnikiem Charlotte Hounds z Major League Lacrosse.